# 程乃珊
程乃珊（1946年—2013年4月22日），上海人，祖籍浙江桐乡，海派女作家。

## 生平
程乃珊出生于上海，其祖父为著名银行家程慕灏。她两岁时随父母前往香港定居，1956年回到上海，1965年毕业于上海教育学院英语专业。此后曾在上海市惠民中学任教。1979年在《上海文学》上发表第一篇小说《妈妈教唱的歌》，并自此开始其文学创作生涯。之后其主要作品包括《蓝屋》、《女儿经》、《穷街》、《丁香别墅》、《黄丝带》、《金融家》等。1990年她再次前往香港定居。2000年左右她又回到上海，并开始创作与老上海有关的纪实文学，包括《上海探戈》、《上海Lady》、《上海Fashion》、《上海罗曼史》等。曾翻译郑念《上海生死劫》。
她是中国作家协会会员、中国农工民主党党员、上海市政协委员、上海基督教女青年会董事、上海市文学发展基金会理事。2013年4月22日凌晨在华山医院因白血病去世，终年67岁。